# Chris Scharmin
Chris Scharmin (Torhout, 9 april 1966) is een Belgisch voormalig wielrenner, beroeps tussen 1987 en 1991.

## Carrière
Chris Scharmin was een groot talent in de jeugdreeksen. Hij werd als liefhebber onder meer nationaal kampioen, maar moest in 1991 met gezondheidsproblemen stoppen. 
Hij won drie beroepsrennerswedstrijden: Zottegem in 1988, Kustpijl in Knokke (1989) en in Roeselare (1990).

## Erelijst
- Amateur - 1986

1e in Nationaal kampioenschap op de weg bij de amateurs in Oostnieuwkerke
1e in Provinciaal Kampioenschap Amateurs West-Vlaanderen
- 1987: ADR-IOC-MBK-Fangio (vanaf 1 april)

- 1988: ADR-Anti-M-Enerday

1e in Dr Tistaertprijs Zottegem
- 1989: Domex-Weinmann

1e in Knokke
- 1990: La William-Saltos

1e in Roeselare
- 1991: Varta-Elk-Nö (vanaf 15 maart tot 30 juni)

## Resultaten in voornaamste wedstrijden
| Jaar | Gent-Wevelgem | Ronde van Vlaanderen |
| ---- | ------------- | -------------------- |
| 1987 | 98e           |                      |
| 1989 |               | 43e                  |
| 1990 | 35e           |                      |